# Championnats de Serbie de tennis de table
Les Championnats de Serbie de tennis de table sont une compétition organisée par la Fédération serbe de tennis de table depuis 2007 pour les joueurs de tennis de table serbes, dont les vainqueurs remportent le titre de champion de Serbie.
Ils comprennent également un championnat interclubs par équipes.

## Histoire
La compétition a lieu chaque année depuis 2007. Dimitrije Levajac est l'actuel double tenant du titre chez les messieurs.

## Palmarès
| Année        | Simple messieurs       | Simple dames       | Double messieurs                 | Double dames                       | Double mixte                              |
| ------------ | ---------------------- | ------------------ | -------------------------------- | ---------------------------------- | ----------------------------------------- |
| 2025, Odžaci | Dimitrije Levajac (en) | Izabela Lupulesku  | Dimitrije Levajac Nemanja Đilas  | Izabela Lupulesku / Sabina Šurjan  | Dimitrije Levajac Izabela Lupulesku       |
| 2024         | Dimitrije Levajac (en) | Aneta Maksuti      | Dimitrije Levajac Nemanja Đilas  | Izabela Lupulesku / Sabina Šurjan  | Dimitrije Levajac Izabela Lupulesku       |
| 2023         | Aleksa Gacev           | Sabina Šurjan      | Stefan Kostadinović Bence Bognar | Sabina Šurjan / Tijana Jokic       | Izabela Lupulesku / Dimitrije Levajac     |
| 2022         |                        | Aneta Maksuti      |                                  |                                    |                                           |
| 2019         | Dimitrije Levajac (en) | Sabina Šurjan      | Bojan Crepulja/Katic             | Izabela Lupulesku / Sabina Šurjan  | Majstorovic/Sabina Šurjan                 |
| 2018         | Bojan Crepulja         | Aneta Maksuti      | Ilija Majstorovic/Marko Petkov   | Viktoria Truzinski / Aneta Maksuti | Ivor Katic And Aneta Maksuti              |
| 2017         | Bojan Crepulja         | Andrea Todorovic   | Marko Petkov / Bojan Crepulja    | Izabela Lupulesku / Sabina Šurjan  | Valentin Nadj Nemedi / Ana Žofia Fenjvesi |
| 2016         | Valentin Nadjnemedi    | Viktoria Truzinski | Martinovic And Katic             | Aneta Maksuti / Viktoria Truzinski | Nadjnemedi And Fenjvesi                   |
| 2015         | Vladimir Radonjic      | Andrea Todorovic   | Radonjic Subotic                 | Fenjvesi / Viktoria Truzinski      | Nadjnemedi Fenjvesi                       |
| 2014         | Marko Jevtovic         | Anamaria Erdelji   | Jevtovic And Pete                | Viktoria Truzinski / Fenjvesi      |                                           |
| 2013         | Bojan Milosevic        | Gabriela Feher     |                                  |                                    |                                           |
| 2011         | Marko Crepulja         | Monika Molnar      |                                  |                                    |                                           |
| 2010         | Zolt Pete              | Andrea Todorovic   |                                  |                                    |                                           |